# イノキ・ゲノム・フェデレーション
イノキ・ゲノム・フェデレーションは、プロレスおよび総合格闘技の団体。略称はIGF（アイ・ジー・エフ）。2007年にアントニオ猪木によって創設され、2017年まで活動していた。2018年に会社名をアシストに変更。

## 歴史

### イノキ・ゲノム
2006年、新日本プロレスの筆頭株主（実質は株主預かり）であった猪木が、所持する全株をユークスに売却して実質オーナーから退いた。同時に、9月1日に日本武道館にてアントニオ猪木対モハメド・アリ戦30周年を記念して「イノキ・ゲノム〜格闘技世界一決定戦2006〜」を開催することを発表。38万円のリングサイドチケットなど話題を振りまいたが、直前になっても日本武道館側が「予約すら入っていない」ことを明かして、その後延期を表明。10月15日に同所で行うことが発表されたが、再び延期となり、11月に大木金太郎の追悼として韓国にて興行を行うと発表されたが、実現しなかった。1月に延期することが発表されたが、実現しなかった。ロゴマークはグラフィックデザイナーの石井克史。

### IGF旗揚げ
2007年3月8日、プロレス復興をテーマに新団体旗揚げを発表。猪木は新団体の社長となった。猪木の娘婿であるサイモン・ケリー猪木も新日本プロレス社長を辞職して新団体に合流。3月14日、資本金1億円で会社登記。東京の銀座に事務所を構えて4月1日から営業を開始。2006年より居酒屋チェーン「アントニオ猪木酒場」を展開している焼肉屋さかいなどを傘下に持つ外食産業大手のジー・コミュニケーションの支援を得てIGFの事務所も同社の東京オフィス内に構えられた。

### IGF旗揚げ後
6月29日、両国国技館にて旗揚げ興行「闘今 BOM-BA-YE」を8,426人の観衆を集めて開催。観客数は実数で発表していると公表したが後に旗揚げの観客数は手違いで少なめに発表してしまったとサイモンが告白。メインイベントでは新日本プロレスで3代目IWGPヘビー級王座を獲得して王座剥奪後も新日本にチャンピオンベルトを返却しなかったブロック・レスナーがカート・アングルと非公式な3代目IWGPヘビー級王座戦で対戦し、アングルがアンクル・ロックで勝利してベルトを獲得した。その他、ジョシュ・バーネットや小川直也らが勝利した。ちなみに、大会名を「闘魂」ではなく「闘今」としたのは、この時点で「闘魂」という商標が新日本プロレスのものになっていたからである。ただし、その内側では当初協力を申し出ていた藤波辰爾および藤波が代表を務める無我ワールド・プロレスリングの参戦は実現せず直前になってハッスル等の他団体へ選手の貸し出しを要請したり、早々にメインとして決定したレスナー対アングル戦を一旦白紙に戻した上でカード発表を開催当日に行うといったドタバタ劇が繰り広げられた。猪木は「予定通りでは面白くない。非常識の批判はあるが、その方が面白い。見たくない奴は来るな」とコメントした。9月8日、名古屋市総合体育館にて第2回大会「GENOME」を開催。メインではジョシュとドン・フライのUFC王者同士の対戦が実現し小川とプレデターのド迫力ファイト等、好試合を展開。試合内容に賛否はあるものの、小原道由、タカ・クノウ等の我武者羅ファイトは概ね好評であった。12月20日、有明コロシアムにて第3回大会「GENOME 2」の開催。アングルが再度参戦し、当初はブッカーTと対戦予定であったが、「書類上の不備」で来日せず、代わりにIGF初参戦のケンドー・カシンと対戦した。メインイベントは、三つ巴戦で既にレネ・ローゼを破っていた安田忠夫対小川直也であったが、小川がSTOで安田をKOすると猪木が突然リングイン。小川と乱闘を繰り広げ、大混乱のまま大会が終了。
2008年2月16日、「GENOME 3」が有明コロシアムで開催され、小川とジョシュが初めてシングルで激突。ジョシュが小川から勝利を奪うも小川の抗議により再試合。2試合目は小川の勝利で1勝1敗となる。また、ブッカー・Tが初参戦してTAJIRIにフォール勝ちした。当時新日に参戦していたトラヴィス・トムコがIGF電撃参戦というハプニングもあった。9月13日、U.W.F.スネークピットジャパンとの業務提携を発表。ビル・ロビンソンがスーパーバイザー、宮戸優光がゼネラルマネージャーに就任。
2010年5月9日、「GENOME 12」にてキックボクサーの角谷正義のデビュー戦を組んだ。以後は角谷を中心に、1大会に1試合程度のペースでキックボクシングルールマッチを組んでいる。9月25日に開催された「GENOME 13」にて、総合格闘家ティム・シルビアが参戦し、初のプロレスルールマッチでジョシュ・バーネットとの元UFC世界ヘビー級王者同士の対決が行われた。11月30日、新日本プロレスを退団してフリーとなった猪木の愛弟子である蝶野正洋のエグゼクティブプロデューサーに就任。12月3日に「INOKI BOM-BA-YE 2010」を開催。当初は所属選手ゼロで興行を打っていたが、2009年ごろから猪木がスカウトした選手を抱えるようになった。

### IGF王座の創設
2011年1月11日、IGF事務所で2億円相当のIGF王座が披露されて2月5日の「GENOME 14」から初代王者決定トーナメントを開始。4月28日、東京ドームシティホールで開催された「GENOME 15」に、K-1の看板スターであるキックボクサーのジェロム・レ・バンナが参戦。初代IGF王座決定トーナメント1回戦にて異種格闘技戦で鈴川真一と対戦し、プロレスルールとされた試合でケーフェイの無い真剣勝負で行われた。同大会を視聴していた総合格闘家の青木真也や北岡悟らもTwitterで、この試合が真剣勝負だとツイート。アントニオ猪木は以前から「俺はプロレスと格闘技を分けて考えたことは一度も無い。強さの追求をしているという点で根は同じ」と語っており、バンナvs.鈴川戦について聞かれた各インタビューでも、そのことを改めて強調。その後、IGFでは表向きはプロレスルールとした試合でガチンコと思われるような試合が稀に行われている。また、K-1を主催するFEGが資金難によるファイトマネー未払い問題やK-1の大会開催予定の目処が全く立たないため、バンナのIGF参戦をきっかけにレイ・セフォーやピーター・アーツらK-1ファイター達がIGFに参戦するようになった。6月20日、「アントニオ猪木道場」を設立。本格的な選手育成に取り組む。また、「IGF中国」の設立も発表。その後、ヨーロッパやアメリカなどに支部を設立してIGFのテレビ放送を世界各国で放送する計画を発表している。8月27日に東日本大震災復興イベントとして「INOKI GENOME 〜Super Stars Festival 2011〜」を開催した。12月2日にINOKI BOM-BA-YE 2011を開催。12月4日には宮田和幸の提案もあって、震災被災地である福島県いわき市のいわき明星大学にて「闘魂祭り in いわき」を開催した。12月31日に総合格闘技団体「DREAM」と合同で「元気ですか!! 大晦日!! 2011」を開催した。
2012年7月10日、「IGF中国」改め「上海愛武」旗揚げ戦となる「第1回世界総合格闘技（KF-1）大会」を上海国際体操中心にて開催した。12月、猪木が現役時代アクラム・ペールワン戦を行ったパキスタンでの興行を開催。

### 総合格闘技を重視へ
12月31日、両国国技館にて単独での大晦日興行となるINOKI BOM-BA-YE 2012を開催。北京オリンピック柔道男子100kg超級の金メダリスト石井慧と契約して、元UFC世界ヘビー級王者ティム・シルビアとの対戦を総合格闘技（MMA）ルールで実現させたほか、PRIDE無差別級GP2006王者でK-1 WORLD GP 2012王者ミルコ・クロコップを参戦させるなど、MMAルールの試合が4試合組まれた。
2013年、GENOME 28を除く全ての大会で石井慧を主力としてMMAルールの試合が組まれており、GENOME 24では石井慧 vs. ジェフ・モンソン（ただし、モンソンは急遽欠場）、GENOME 26では石井慧 vs. ペドロ・ヒーゾといった、独占契約のUFCに所属していない選手の中で実績ある選手の参戦も実現させた。また、GENOME 24までは大会名称に「IGFプロレスリング」と入っていたが、真剣勝負を意味する「ガチンコ」の対義語として予定調和の意味で「プロレス」という言葉が使われている事に以前から苛立ちを露わにしていた猪木が、GENOME 25以降は団体名から「プロレス」を削除した。同年には日本最大の総合格闘技団体だったDREAMが完全に消滅したこともあって、日本国内に総合格闘技の大規模な大会がなくなり、海外に活躍の場を求める選手が増える一方で日本国内で戦うことにこだわる総合格闘家がIGFに参戦するようになる。同年12月31日、INOKI BOM-BA-YE 2013を開催して同大会には第2代DREAMライト級王者でONE FC世界ライト級王者の青木真也や初代戦極ライト級王者北岡悟らの参戦、さらにStrikeforceやBellator MMAのヘビー級で活躍したブレット・ロジャースと4ヶ月前までUFCに参戦していたフィリップ・デ・フライの対戦を行ったほか、メインイベントのIGF王座戦が初めてMMAルールで行われるなど、プロレスルールよりもMMAルールの試合の方が多く組まれた。
2014年、従来のプロレスルールをメインにした大会「GENOME」と、総合格闘技ルールをメインにした新たな大会「INOKI GENOME FIGHT」の2種類を開催していき、「INOKI BOM-BA-YE」は両大会のオールスター大会として開催。2014年からはMMAとプロレスの割合は、7:3か8:2でMMAを重視していき、2014年の全大会がフジテレビで地上波放送されることを発表した。なお、2013年まではIGFで行われるプロレスルールのことをIGFルール、MMAルールのことをIGF MMAルールと呼んでいたが、2014年からはプロレスルールのことを『GENOMEルール』、MMAルールのことを『IGFルール』にそれぞれ名称変更。8月30日、31日には北朝鮮の平壤柳京鄭周永体育館で興行が行われた。

### 「IGF WORLD GP」と「GENOME-1」を開催
2015年、IGFルールによるトーナメント戦「IGF WORLD GP」と、GENOMEルールによるトーナメント戦「GENOME-1」を開催。IGF WORLD GPは、「昨日まで無名、明日から超有名」のリアルスターを発掘するコンセプトのもと、若手の選手が世界一の称号を賭けて闘う格闘技イベント。8選手によるトーナメントで、IGF3で1回戦、IGF4で準決勝を行い、INOKI BOM-BA-YE 2015で決勝戦を行った。その結果、元UCMMA（英国）ヘビー級チャンピオンのオリィ・トンプソンが優勝して第5代IGFチャンピオンとなった。GENOME-1は、大阪、名古屋、福岡のGENOME3大会で時間無制限1本勝負の4人制トーナメントを行い、各大会ごとの王者を決定する。ただし、各大会で優勝しても、試合内容等でアントニオ猪木が認証しなければ王者認定しない場合もありえる。そしてINOKI BOM-BA-YE 2015で各大会のチャンピオンと敗者復活（アントニオ猪木推薦か、もしくはファン投票による）の4選手による決勝トーナメントを行う予定であったが、福岡大会が開催中止になったためにトーナメント自体も中止となった。因みにIGF WORLD GPを「IWGP」、GENOME-1を「G-1」と略しているが、新日本プロレスのそれとは無関係である。

### IGFのブランド「NEW」を旗揚げ
2016年10月28日、IGFのブランド「NEW」の設立を発表。NEWは「NEXT EXCITING WRESTLING」の略。コンセプトは「痛みの感じる」、「殺気がある」、「勝負にこだわる」の3つのキーワードをもとにしたストロングスタイルで試合会場の規模は1000人前後、最大2000人程度、年間25試合から30試合程度を開催する予定。
2017年4月5日、NEWの旗揚げ戦を後楽園ホールで開催。6月2日、猪木がIGFに関わっていないことが明らかになる。6月20日、猪木は「今のままのIGFはなくなる」と宣言して6月14日に開催された株主総会に猪木の代理として専属の弁護士が出席しようとしたが猪木本人でないと出席を認めないと不可解な返答を受けたとされる報告書を公開。一方、猪木は格闘技イベント「ISM」を立ち上げることを2017年5月25日に発表。6月29日にIGF唯一の所属選手だった鈴川真一が退団し、所属選手が0になった。これに伴いIGFでは「NEW」を凍結する方針を発表している。
2018年3月22日、猪木とIGFとの間で和解が成立し、猪木はIGFの株式を全て第三者に売却して関係を断つこととなった。同時に社名も「株式会社アシスト」に変更される。

### 中国にプロレス団体「東方英雄伝」を旗揚げ
2016年8月8日、IGF上海道場を再び開設。
2017年4月、上海IGFとして旗揚げ大会を上海のバンダイナムコドリームホールで開催するなど、中国での活動を本格化させていたが、9月に上海IGFを改組する形でプロレス団体「東方英雄伝」を設立して、11月に後楽園ホールで旗揚げ戦を行うことを明らかにした。サイモン猪木がIGFとの兼務の形で同団体のCEOを務め、事実上IGFの兄弟団体としての位置づけとなる。日本のIGFも団体としては存続するが、当分は「東方英雄伝」への選手派遣などを優先するとしている。
2018年3月22日、アシストへと商号変更。猪木寛至（アントニオ猪木）との経営、事業、興行における今後一切のかかわりを否定した。5月25日にはプロレスリング・ノアとの業務提携を発表。以降はノア所属選手がプロレスのコーチを引き受け、5月29日に所属5選手がノア・リング上であいさつを行った。
2019年1月9日、サイモンがTwitterで退社したことを発表。出場選手の1人であったケンドー・カシンによれば「IGFはパン屋になった」と銀座に志かわの経営母体へと業態変更されていることを著書で示唆している。かつてスタッフだったサイモンも「IGFはパン屋になった」とインタビューにて答えている。

## ルール

### GENOMEルール
IGFにおけるプロレスルールである。原則として場外カウントは取らない。

### IGFルール
IGFにおけるMMAルールである。5分3R制で判定決着しない場合は引き分け。膝蹴り、踏みつけ、サッカーボールキック、肘打ち等が認められており「世界一最も危険なMMAルール」と言われている。総合格闘技の歴史上前例のない危険なルールを採用しているため流血が起きた際の試合中断してのドクターチェックはない。ドクターストップ、打撃のダメージによる試合続行不可能と判断した場合のレフェリーストップ等、徹底的な安全管理が敷かれている。

## タイトル
- IGF王座

## 主な歴代出場選手
- ブロック・レスナー
- カート・アングル
- ジョシュ・バーネット
- 小川直也
- ドン・フライ
- 小原道由
- タカ・クノウ
- ケンドー・カシン
- 安田忠夫
- ブッカー・T
- TAJIRI
- 角谷正義
- ティム・シルビア
- ジェロム・レ・バンナ
- レイ・セフォー
- ピーター・アーツ
- 石井慧
- ミルコ・クロコップ
- ペドロ・ヒーゾ
- 青木真也
- 北岡悟
- ブレット・ロジャース

### 歴代所属選手
- 鈴木秀樹
- 橋本大地
- 将軍岡本
- 鈴川真一

## スタッフ

### レフェリー
- 田山正雄（フリー）
- 和田良覚（フリー）
- 平直行（ストライプル）

### リングアナウンサー
- 田中秀和（フリー）

### 歴代スタッフ
- ビル・ロビンソン（U.W.F.スネークピットジャパン）（スーパーバイザー）
- 宮戸優光（U.W.F.スネークピットジャパン）（ゼネラルマネージャー）
- 蝶野正洋（ARISTRIST）（エグゼクティブプロデューサー）

## 試合中継
テレビ放送は当初、スカチャンで2000円のPPVによる生中継、地上波では「GENOME2」から東海3県ローカルの東海テレビで放送していた。
2009年以降はFIGHTING TV サムライで中継。
2011年8月からニコニコ動画で「アントニオ猪木密着チャンネル 1,2,3 猪木ダァー!!」を開始して記者会見や大会の裏側などを生中継している。8月27日の「INOKI GENOME 〜Super Stars Festival 2011〜」で初めてニコニコ動画での無料生中継を行った。
2011年12月31日の「元気ですか!! 大晦日!! 2011」は15時から18時までの第1部をニコニコ動画とFIGHTING TV サムライで無料生中継、18時以降はニコニコ動画は第2部は無料、第3部は有料、スカチャンでは第2部、第3部ともに有料で生中継することを発表。
2012年からはニコニコ動画での無料生中継に加えてBS11にて「スーパーファイティングIGF」のタイトルでGENOME18からGENOME23までを録画放送された。12月31日のINOKI BOM-BA-YE 2012はBSフジにて大会当日の19時から2時間25分枠で録画中継とフジテレビ関東ローカルにて2013年1月3日の25時40分から1時間枠で地上波放送された。
2013年の大会は中継が無いままだったが大晦日の「INOKI BOM-BA-YE 2013」はニコニコ動画で有料生中継されたほかにフジテレビで2014年1月3日の25時40分から1時間枠で地上波放送された。
2014年は全大会がフジテレビで地上波放送されることが決定している。

## 大会一覧

### IGF
| 大会名                                           | 日付           | 会場                                 | 開催地           | 観衆     |
| ------------------------------------------------ | -------------- | ------------------------------------ | ---------------- | -------- |
| 闘今 BOM-BA-YE                                   | 2007年6月29日  | 両国国技館                           | 東京都墨田区     | 8,426人  |
| GENOME 1                                         | 2007年9月8日   | 名古屋市総合体育館                   | 愛知県名古屋市   | 7,684人  |
| GENOME 2 猪木 Fighting Xmas                      | 2007年12月20日 | 有明コロシアム                       | 東京都江東区     | 6,233人  |
| GENOME 3 猪木 Memorial 65                        | 2008年2月16日  | 有明コロシアム                       | 東京都江東区     | 6,139人  |
| GENOME 4 大阪初見参                              | 2008年4月12日  | 大阪府立体育会館                     | 大阪府大阪市     | 5,582人  |
| GENOME 5 北海道元気サミット                      | 2008年6月23日  | 北海道立産業共進会場                 | 北海道札幌市     | 4,647人  |
| 猪木 GENKI 祭                                    | 2008年6月25日  | 函館市民体育館                       | 北海道函館市     | 2,836人  |
| GENOME 6 闘魂 BOM-BA-YE                          | 2008年8月15日  | 両国国技館                           | 東京都墨田区     | 7,288人  |
| GENOME 7                                         | 2008年11月24日 | 愛知県体育館                         | 愛知県名古屋市   | 5,983人  |
| GENOME 8                                         | 2009年3月15日  | 広島サンプラザ                       | 広島県広島市     | 5,278人  |
| GENOME 9                                         | 2009年8月9日   | 有明コロシアム                       | 東京都江東区     | 6,523人  |
| GENOME 10                                        | 2009年11月3日  | JCBホール                            | 東京都文京区     | 2,780人  |
| GENOME 11                                        | 2010年2月22日  | JCBホール                            | 東京都文京区     | 2,780人  |
| GENOME 12                                        | 2010年5月9日   | 大阪府立体育会館                     | 大阪府大阪市     | 6,588人  |
| GENOME 13                                        | 2010年9月25日  | JCBホール                            | 東京都文京区     | 2,958人  |
| INOKI BOM-BA-YE 2010                             | 2010年12月3日  | 両国国技館                           | 東京都墨田区     | 8,625人  |
| GENOME 14                                        | 2011年2月5日   | 福岡国際センター                     | 福岡県福岡市     | 5,885人  |
| GENOME 15                                        | 2011年4月28日  | TOKYO DOME CITY HALL                 | 東京都文京区     | 2,988人  |
| GENOME 16                                        | 2011年7月10日  | TOKYO DOME CITY HALL                 | 東京都文京区     | 3,088人  |
| INOKI GENOME Super Stars Festival 2011           | 2011年8月27日  | 両国国技館                           | 東京都墨田区     | 11,600人 |
| GENOME 17                                        | 2011年9月3日   | 愛知県体育館                         | 愛知県名古屋市   | 6,288人  |
| INOKI BOM-BA-YE 2011                             | 2011年12月2日  | 両国国技館                           | 東京都墨田区     | 8,655人  |
| 闘魂祭り in いわき                               | 2011年12月4日  | いわき明星大学陸上競技場             | 福島県いわき市   | 2,000人  |
| 元気ですか!! 大晦日!! 2011                       | 2011年12月31日 | さいたまスーパーアリーナ             | 埼玉県さいたま市 | 24,606人 |
| GENOME 18                                        | 2012年2月17日  | TOKYO DOME CITY HALL                 | 東京都文京区     | 2,806人  |
| GENOME 19                                        | 2012年3月20日  | 福岡国際センター                     | 福岡県福岡市     | 6,005人  |
| GENOME 20                                        | 2012年5月26日  | TOKYO DOME CITY HALL                 | 東京都文京区     | 2,828人  |
| 世界総合格闘技（KF-1）大会                       | 2012年7月10日  | 上海国際体操中心                     | 上海市           | 5,588人  |
| GENOME 21                                        | 2012年7月14日  | 大阪府立体育会館                     | 大阪府大阪市     | 5,826人  |
| GENOME 22                                        | 2012年9月29日  | 愛知県体育館                         | 愛知県名古屋市   | 5,378人  |
| GENOME 23                                        | 2012年10月16日 | TOKYO DOME CITY HALL                 | 東京都文京区     | 3,022人  |
| INOKI BOM-BA-YE WORLD SERIES in PAKISTAN         | 2012年12月2日  | ナショナルホッケースタジアム         | ラホール         |          |
| INOKI BOM-BA-YE WORLD SERIES in PAKISTAN         | 2012年12月5日  | カイユームスタジアム                 | ペシャーワル     | 25,000人 |
| INOKI BOM-BA-YE 2012                             | 2012年12月31日 | 両国国技館                           | 東京都墨田区     | 8,778人  |
| GENOME 24                                        | 2013年2月23日  | TOKYO DOME CITY HALL                 | 東京都文京区     | 3,070人  |
| GENOME 25                                        | 2013年3月20日  | 福岡国際センター                     | 福岡県福岡市     | 6,008人  |
| GENOME 26                                        | 2013年5月26日  | TOKYO DOME CITY HALL                 | 東京都文京区     | 3,095人  |
| GENOME 27                                        | 2013年7月20日  | 大阪府立体育会館                     | 大阪府大阪市     | 5,678人  |
| GENOME 28                                        | 2013年9月28日  | 愛知県体育館                         | 愛知県名古屋市   | 5,005人  |
| GENOME 29 Road to INOKI BOM-BA-YE 2013           | 2013年10月26日 | TOKYO DOME CITY HALL                 | 東京都文京区     | 3,098人  |
| INOKI BOM-BA-YE 2013                             | 2013年12月31日 | 両国国技館                           | 東京都墨田区     | 9,123人  |
| INOKI GENOME FIGHT 1                             | 2014年4月5日   | 両国国技館                           | 東京都墨田区     | 6,899人  |
| GENOME 30                                        | 2014年7月13日  | 福岡国際センター                     | 福岡県福岡市     | 4,889人  |
| 東日本大震災復興チャリティーイベント元気祭り2014 | 2014年7月20日  | いわき明星大学陸上競技場             | 福島県いわき市   |          |
| 東日本大震災復興チャリティーイベント元気祭り2014 | 2014年7月21日  | スポーツアリーナそうま               | 福島県相馬市     |          |
| 東日本大震災復興チャリティーイベント元気祭り2014 | 2014年7月22日  | 岩沼市総合体育館                     | 宮城県岩沼市     | 1,100人  |
| 東日本大震災復興チャリティーイベント元気祭り2014 | 2014年7月23日  | 石巻市総合体育館                     | 宮城県石巻市     |          |
| 東日本大震災復興チャリティーイベント元気祭り2014 | 2014年7月24日  | 気仙沼市総合体育館                   | 宮城県気仙沼市   | 1,000人  |
| 東日本大震災復興チャリティーイベント元気祭り2014 | 2014年7月25日  | 大船渡市民体育館                     | 岩手県大船渡市   | 700人    |
| 東日本大震災復興チャリティーイベント元気祭り2014 | 2014年7月26日  | グリーンピア三陸みやこ多目的アリーナ | 岩手県宮古市     | 1,000人  |
| 東日本大震災復興チャリティーイベント元気祭り2014 | 2014年7月27日  | 青森産業会館                         | 青森県青森市     | 1,200人  |
| INOKI GENOME FIGHT 2                             | 2014年8月23日  | 両国国技館                           | 東京都墨田区     | 7,035人  |
| GENOME 31                                        | 2014年10月13日 | 愛知県体育館                         | 愛知県名古屋市   | 3,888人  |
| INOKI BOM-BA-YE 2014                             | 2014年12月31日 | 両国国技館                           | 東京都墨田区     | 8,550人  |
| GENOME 32                                        | 2015年2月20日  | TOKYO DOME CITY HALL                 | 東京都文京区     | 3,099人  |
| INOKI GENOME FIGHT 3                             | 2015年4月11日  | 両国国技館                           | 東京都墨田区     | 6,808人  |
| GENOME 33                                        | 2015年5月5日   | 大阪府立体育会館                     | 大阪府大阪市     | 5,356人  |
| GENOME 34                                        | 2015年6月27日  | 愛知県体育館                         | 愛知県名古屋市   | 4,235人  |
| INOKI GENOME FIGHT 4                             | 2015年8月29日  | 両国国技館                           | 東京都墨田区     | 5,250人  |
| INOKI BOM-BA-YE 2015                             | 2015年12月31日 | 両国国技館                           | 東京都墨田区     | 6,239人  |
| GENOME 35                                        | 2016年2月26日  | TOKYO DOME CITY HALL                 | 東京都文京区     | 2,875人  |
| GENOME 36                                        | 2016年5月29日  | 大阪府立体育会館                     | 大阪府大阪市     | 6,325人  |
| IGF上海大会（上海道場オープン記念大会）          | 2016年8月8日   | 中広創業産業基地産業会館             | 上海市           | 600人    |
| INOKI ALI 40周年記念東京大会                     | 2016年9月3日   | TOKYO DOME CITY HALL                 | 東京都文京区     | 2,957人  |
| 上海IGF旗揚げ大会                                | 2017年4月8日   | バンダイナムコドリームホール         | 上海市           | 970人    |

### NEW
| シリーズ名              | 日付 - 会場 - 開催地 |
| ----------------------- | --- |
| NEWオープニングシリーズ | 6公演 - 2017年4月5日 - 後楽園ホール - 東京都文京区 - 2017年4月20日 - 新宿FACE - 東京都新宿区 - 2017年4月30日 - ふれあいキューブ - 埼玉県春日部市 - 2017年5月12日 - 栃木県総合文化センターサブアリーナ - 栃木県宇都宮市 - 2017年5月21日 - TKPガーデンシティ千葉 - 千葉県千葉市 - 2017年5月27日 - 那須ハイランドパーク - 栃木県那須町                                                                                 |
| NEW第2シリーズ          | 8公演 - 2017年6月2日 - 後楽園ホール - 東京都文京区 - 2017年6月8日 - 長野県松本文化会館 - 長野県松本市 - 2017年6月17日 - 大阪府立体育会館第2競技場 - 大阪府大阪市 - 2017年6月18日 - 姫路みなとドーム - 兵庫県姫路市 - 2017年7月7日 - 後楽園ホール - 東京都文京区 - 2017年7月15日 - 岡崎市竜美丘会館 - 愛知県岡崎市 - 2017年7月16日 - メッセウイング・みえ - 三重県津市 - 2017年8月25日 - 後楽園ホール - 東京都文京区 |